# Cité (rivière)
Pour les articles homonymes, voir Cité.
La Cité est une rivière française, qui coule dans le département de l'Indre, en région Centre-Val de Loire.

## Géographie
Longue de 13,8 km, elle prend sa source dans le département de l'Indre, à 132 m d'altitude, vers  sur de la commune de Sougé, et se dirige dès lors de l'ouest vers le sud-ouest. Son confluent avec l'Indre est situé sur le territoire de la commune de Palluau-sur-Indre.
La Cité traverse le département de l'Indre, en passant par les communes d'Argy, Buzançais, Sougé, Palluau-sur-Indre et Villegouin.

## Hydrologie
La Cité a comme affluents, les ruisseaux Gravet et Rougeville.

## Loisirs

### Pêche et poissons
Le cours d'eau est de deuxième catégorie ; les poissons susceptibles d’être péchés sont : ablette, barbeau commun, black-bass à grande bouche, brème, brochet, carassin, gardon, goujon, perche, poisson-chat, rotengle, sandre, silure et tanche.